# کدهای چرخشی
در نظریه کدینگ، کدهای چرخشی (دوری)، کدهای بلوکی خطی تصحیح خطا هستند که دارای ساختار جبری مناسبی برای تشخیص و تصحیح خطا می‌باشند.

## تعریف
فرض کنید که {\displaystyle {\mathcal {C}}} یک کد خطی روی میدان محدود {\displaystyle GF(q^{n})} با طول n است.
{\displaystyle {\mathcal {C}}} را چرخشی گوییم اگر برای هر کلمه کد (c1,... ,cn)  از C  کلمه (cn,c1,... ,cn-1) در {\displaystyle GF(q^{n})} نیز که با یک شیفت کلمه قبلی به وجود آمده است، یک کلمه کد باشد.
در نتیجه در صورتی که به ازای هر نوع چرخش دوباره یک کلمه کد دیگر تولید شود کد خطی {\displaystyle {\mathcal {C}}} قطعاً چرخشی است.
کدهای چرخشی یک سری قیدهای ساختاری اضافی ایجاد می‌کند. بر اساس میدان‌های محدود می‌باشند و به خاطر خصوصیات ساختاری خود در کنترل خطای فاز بسیار مؤثر می‌باشند.